# Montecosaro
Montecosaro – miejscowość i gmina we Włoszech, w regionie Marche, w prowincji Macerata.
Według danych na rok 2004 gminę zamieszkiwało 5198 osób, 247,5 os./km².